# NGC 4901
NGC 4901 ist eine 14,6 mag helle Elliptische Galaxie mit aktivem Galaxienkern vom Hubble-Typ E1 im Sternbild Jagdhunde am Nordsternhimmel. Sie ist schätzungsweise 392 Millionen Lichtjahre von der Milchstraße entfernt und hat einen Durchmesser von etwa 115.000 Lichtjahren. 

Im selben Himmelsareal befindet sich u. a. die Galaxie NGC 4917. 
Das Objekt wurde am 7. März 1831 von John Herschel entdeckt.